# El Hassan Lahssini

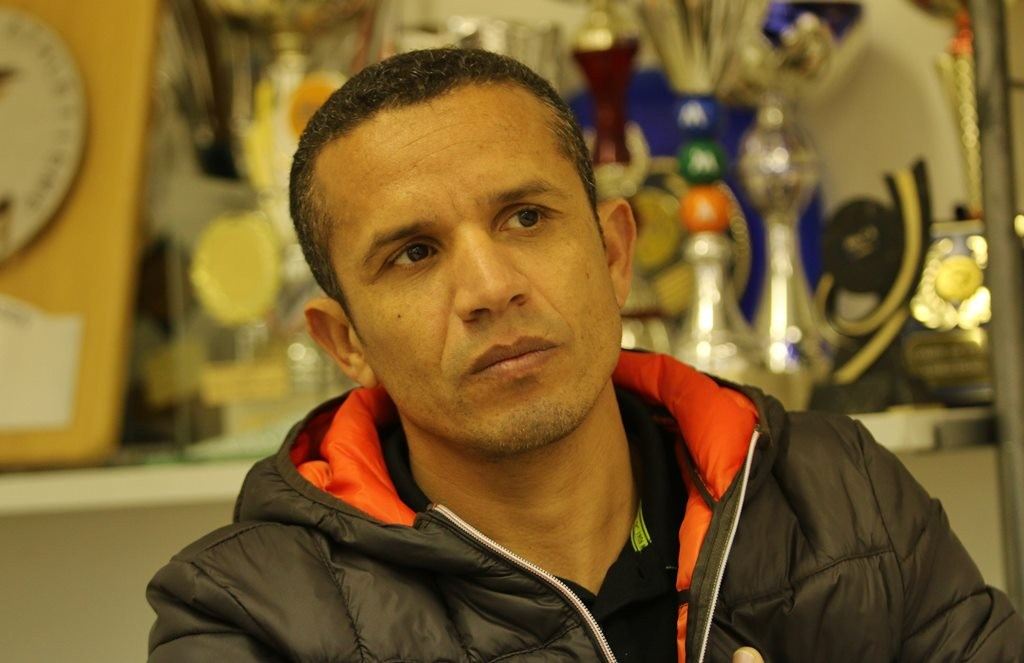
El Hassan Lahssini

El Hassan Lahssini (* 1. Januar 1975 in Témara) ist ein französischer Langstreckenläufer marokkanischer Herkunft.

## Leben
1996 gewann er die Corrida de Houilles. Im Jahr darauf wurde er bei den Hallenweltmeisterschaften 1997 in Paris Achter über 3000 m und bei den Crosslauf-Weltmeisterschaften in Turin Zwölfter auf der Langstrecke. Über 5000 m gewann er Silber bei den Mittelmeerspielen in Bari und wurde Siebter bei den Leichtathletik-Weltmeisterschaften in Athen. Bei der Corrida de Houilles wurde er Vierter.
1998 und 1999 siegte er außer Konkurrenz startend bei den französischen Meisterschaften im Crosslauf. Beim Kurzstreckenrennen der Crosslauf-WM kam er 1998 in Marrakesch auf Rang 18 und 1999 in Belfast auf den neunten Rang.
Im Januar 2000 erhielt er die französische Staatsbürgerschaft. Bei seinem ersten Start für seine neue Heimat kam er bei den Crosslauf-Europameisterschaften 2001 in Thun auf den 16. Platz und gewann mit der Mannschaft Silber. 2002 kam er bei den Crosslauf-WM in Dublin auf den 23. Platz und wurde bei den Leichtathletik-Europameisterschaften in München Sechster über 10.000 m. Bei den Crosslauf-EM in Medulin trug er erneut mit einem 16. Platz zum Gewinn der Silbermedaille für das französische Team bei.
2003 wurde er Dritter bei den nationalen Meisterschaften im Halbmarathon und siegte beim Venedig-Marathon. Bei den Crosslauf-EM in Edinburgh wurde er Achter und siegte mit der Mannschaft.
Im Jahr darauf wurde er französischer Meister im Crosslauf und kam bei den Crosslauf-WM in Brüssel auf den 17. Platz. Im Juni wurde er nationaler Meister im 10-km-Straßenlauf. Einem 36. Platz beim Marathon der Olympischen Spiele 2004 in Athen folgte ein dritter Platz beim Amsterdam-Marathon. 2005 wurde er Achter beim Paris-Marathon, verteidigte seinen nationalen Titel im 10-km-Straßenlauf und gewann Bronze über 10.000 m bei den Mittelmeerspielen in Almería.
2007 wurde er nationaler Meister über 10.000 m und gewann bei den Crosslauf-EM in Toro als Achter mit dem Team Bronze.
2008 wurde er Sechster beim Great Manchester Run und mit einem Sieg bei der Corrida de Langueux nationaler Meister über 10 km, 2010 wurde er als Gesamtneunter beim Marathon des Alpes-Maritimes nationaler Vizemeister.

## Bestzeiten
- 1500 m: 3:38,88 min, 2. Juni 1997, Saint-Denis
- 3000 m: 7:30,53 min, 10. August 1996, Monaco
  - Halle: 7:41,94 min, 23. Februar 1997, Birmingham
- 5000 m: 13:04,32 min, 7. September 1996, Mailand
- 10.000 m: 27:50,73 min, 5. Juni 2002, Marseille
- 10-km-Straßenlauf: 28:00 min, 28. Dezember 1997, Houilles
- Halbmarathon: 1:02:28 h, 14. September 2003, Chassieu
- Marathon: 2:10:10 h, 17. Oktober 2004, Amsterdam